# Делта (Колорадо)
Делта (англ. Delta) — місто (англ. city) в США, в окрузі Дельта штату Колорадо. Населення — 9035 осіб (2020).

## Географія
Делта розташована за координатами 38°45′36″ пн. ш. 108°4′40″ зх. д. / 38.76000° пн. ш. 108.07778° зх. д. (38.760011, -108.077844).  За даними Бюро перепису населення США в 2010 році місто мало площу 36,32 км², з яких 35,59 км² — суходіл та 0,73 км² — водойми.

## Демографія
Згідно з переписом 2010 року, у місті мешкало 8915 осіб у 3530 домогосподарствах у складі 2337 родин. Густота населення становила 245 осіб/км².  Було 3825 помешкань (105/км²).
Расовий склад населення:
| - 82,2 % — білих - 1,1 % — корінних американців - 0,7 % — азіатів - 0,3 % — чорних або афроамериканців - 12,5 % — осіб інших рас |

До двох чи більше рас належало 3,1 %. Частка іспаномовних становила 26,1 % від усіх жителів.
За віковим діапазоном населення розподілялося таким чином: 26,7 % — особи молодші 18 років, 55,8 % — особи у віці 18—64 років, 17,5 % — особи у віці 65 років та старші. Медіана віку мешканця становила 38,0 року. На 100 осіб жіночої статі у місті припадало 93,8 чоловіків;  на 100 жінок у віці від 18 років та старших — 91,0 чоловіків також старших 18 років.
Середній дохід на одне домашнє господарство  становив 56 300 доларів США (медіана — 42 314), а середній дохід на одну сім'ю — 68 400 доларів (медіана — 51 922). Медіана доходів становила 50 731 долар для чоловіків та 31 282 долари для жінок. За межею бідності перебувало 15,8 % осіб, у тому числі 19,3 % дітей у віці до 18 років та 13,5 % осіб у віці 65 років та старших.
Цивільне працевлаштоване населення становило 3524 особи. Основні галузі зайнятості: освіта, охорона здоров'я та соціальна допомога — 26,1 %, роздрібна торгівля — 12,0 %, сільське господарство, лісництво, риболовля — 10,7 %, мистецтво, розваги та відпочинок — 9,9 %.